# Ben Scheres

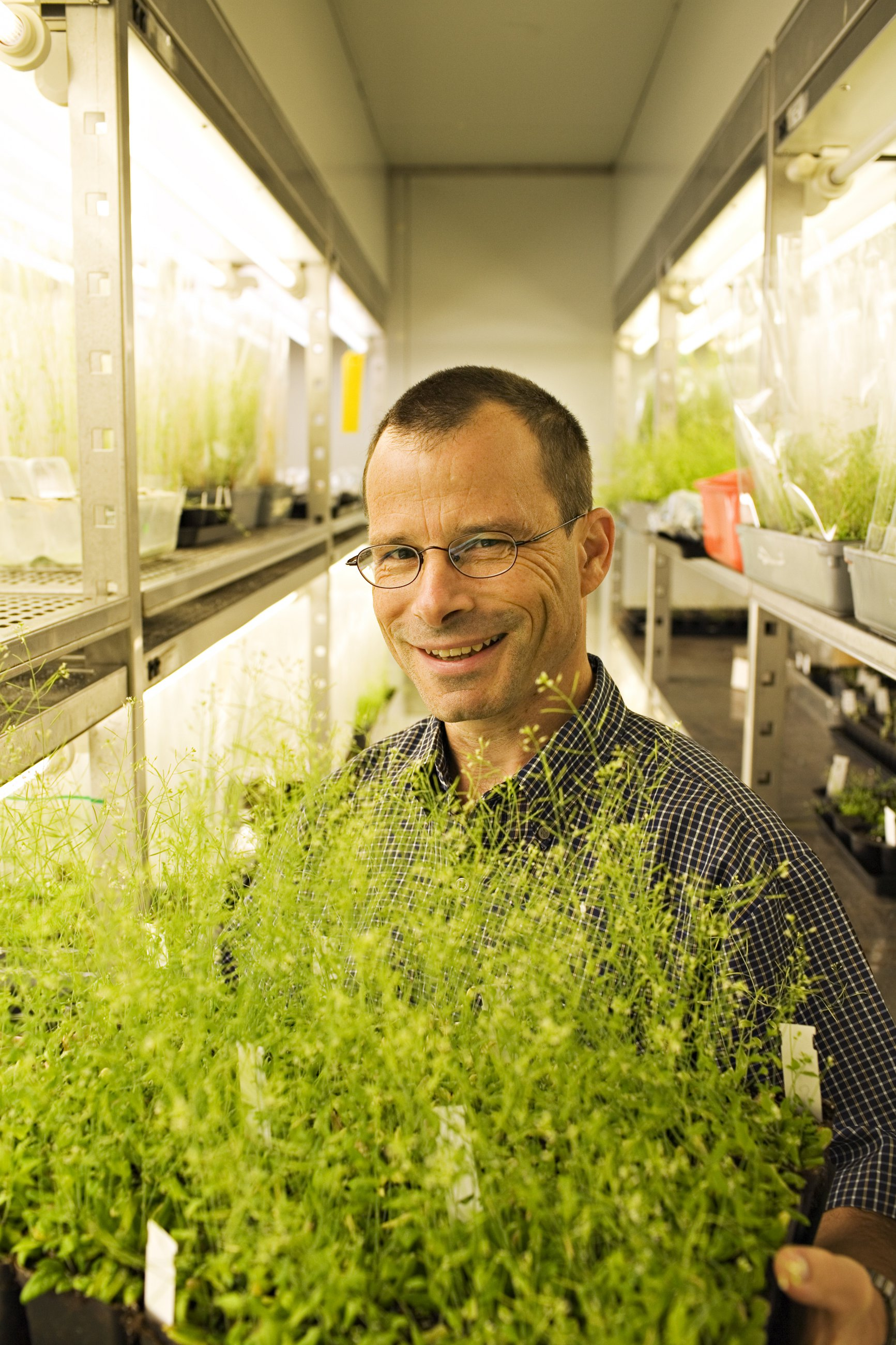
Ben Scheres (2006)

Bernardus Johannes Godefridus Scheres (Ben) Scheres (Echt, 10 juli 1960) is een Nederlandse ontwikkelingsbioloog. Hij is hoogleraar in de ontwikkelingsbiologie van planten aan de Universiteit Wageningen.
Scheres studeerde plantenfysiologie aan de Universiteit Wageningen, waar hij in 1990 promoveerde. Na een periode als postdoc in Gent werd hij universitair docent bij de Universiteit Utrecht, waar hij in 1999 hoogleraar ontwikkelingsbiologie werd en in 2005 hoogleraar in de moleculaire genetica.
In 2006 verkreeg Scheres de Spinozaprijs.
- International Standard Name Identifier: 0000 0003 9071 2994
- NARCIS: PRS1241778
- Nederlandse Thesaurus van Auteursnamen: 07493662X
- ORCID: 0000-0001-5400-9578
- Virtual International Authority File: 202526386
- WorldCat: E39PBJjRXKBhQqVvyJRm9tptrq